# Oscar Colucci
Oscar Colucci (1º ottobre 1965) è un ex giocatore di curling italiano, di Cortina d'Ampezzo, giocatore del Curling Club New Wave.

## Carriera agonistica

### Nazionale
Il suo esordio con la nazionale italiana junior di curling è stato il campionato mondiale junior del 1985, disputato a Perth, in Scozia: in quell'occasione l'Italia si piazzò al nono posto posto.
In totale Oscar vanta 9 presenze in azzurro.
CAMPIONATI
Nazionale junior: 9 partite
- Mondiale junior
  - 1985 Perth ( Scozia) 9°